# خوسيه سانتياغو (لاعب كرة قاعدة)
خوسيه سانتياغو (بالإنجليزية: José Santiago) هو لاعب كرة قاعدة أمريكي، ولد في 15 أغسطس 1940 في خوانا دياز ‏ في الولايات المتحدة.

## وصلات خارجية
- خوسيه سانتياغو (لاعب كرة قاعدة) على موقعبيزبول رفرنس.كوم (الدوري الرئيسي) (الإنجليزية)
- خوسيه سانتياغو (لاعب كرة قاعدة) على موقعبيزبول رفرنس.كوم (الدوري الثانوي) (الإنجليزية)